# Астрономски каталози
Астрономски каталози су спискови или набрајање астрономских података значајних за астрономију, навигацију, геодезију и друге науке о Земљи и свемиру. Астрономски каталози се међусобно разликују по форми и садржају у зависности од врсте података и предмета примјене. Основне податке астрономских каталога чине позиције и кретања небеских тијела, величине, спектар и радијалне брзине звијезда, односно њихов енергетски флукс. Небеска тијела која се у њима набрајају могу бити звијезде, галаксије, али и други соларни, галактички и вангалактички системи објеката. Каталози настају као резултат сакупљања података добијених из директних астрономских посматрања, или се састављају на основу различитих извора.